# Friedrich Benedict Weber
Friedrich Benedict Weber (* 11. November 1774 in Leipzig; † 8. März 1848 in Breslau) war ein deutscher Kameralwissenschaftler. Er lehrte ab 1811 an der neuen Schlesischen Friedrich-Wilhelms-Universität Breslau und schrieb umfangreiche Lehr- und Handbücher über die Agrarwissenschaft.

## Leben und Wirken
Friedrich Benedict Weber studierte von 1792 bis 1796 Rechts- und Kameralwissenschaften an der Universität Leipzig, ging dann zwei Jahre in die landwirtschaftliche Praxis und erhielt 1799 in Leipzig die Venia legendi für Kameralwissenschaften. 1802 folgte er einem Ruf als Professor für Kameralwissenschaften an die Brandenburgische Universität Frankfurt. Von dort aus unternahm er zahlreiche landwirtschaftliche Studienreisen. Seit 1811 lehrte er als o. Professor für Oekonomie und Kameralwissenschaften an der nach dem Frieden von Tilsit gegründeten Schlesischen Friedrich-Wilhelms-Universität. 1825/26 war er ihr Rektor. Von 1812 bis 1847 war er gleichzeitig Sekretär der ökonomischen (landwirtschaftlichen) Sektion der Schlesischen Gesellschaft für vaterländische Kultur.
Weber gehört zu den produktivsten Autoren auf dem Gebiet der Kameralwissenschaften. Sein Arbeitsfeld war vornehmlich die Wissenschaft vom Landbau. Er schrieb eine Vielzahl von Lehr- und Handbüchern über Pflanzenbau, Tierzucht und Agrarökonomie. Sein umfangreichstes Werk ist eine nach Fachgebieten sorgfältig gegliederte und kommentierte Bibliographie des landwirtschaftlichen Schrifttums, die unter dem Titel Handbuch der oekonomischen Literatur in 15 Bänden zwischen 1803 und 1842 erschien. Außerdem war Weber Herausgeber mehrerer landwirtschaftlicher Zeitschriften und Schriftenreihen. In der Agrargeschichtsschreibung blieb sein Wirken bisher weitgehend unbeachtet.

## Hauptwerke
- Handbuch der oekonomischen Literatur, oder systematische Kenntniß der deutschen oekonomischen Schriften, die sowohl die gesammte Land- und Hauswirthschaft als die mit derselben verbundenen Hülfs- und Nebenwissenschaften angehen. 15 Bände. versch. Verlage, Berlin/Breslau/Leipzig 1803–1842.
- Systematisches Handbuch der deutschen Landwirthschaft zum Unterricht für wissenschaftlich gebildete Leser. Abt. 1: Einleitung in das Studium der Oekonomie; Abt. 2: Einleitung in die Lehre vom Pflanzenbau im Allgemeinen. Züllichau 1804.
- Theoretisch-praktisches Handbuch der Feldwirthschaft, mit besonderer Hinsicht auf die Anwendung der englischen Wirthschaftsarten auf die deutschen. 2 Bände. Verlag Fleischer und Weygand Leipzig 1807.
- Ueber den Zustand der Landwirthschaft in den Preußischen Staaten und ihre Reformen. Verlag Gräff, Leipzig 1808.
- Lehrbuch der politischen Oekonomie. 2 Bände. Verlag Carl Friedrich Barth, Breslau 1813.
- Theoretisch-praktisches Handbuch des gesammten Futterbaues. Verlag Kummer, Leipzig 1815.
- Bemerkungen und Notizen über verschiedene Gegenstände der Landwirthschaft, gesammelt auf ökonomischen Reisen in einigen Gegenden Deutschlands 1811, 1812 und 1813. Verlag Barth, Leipzig 1815.
- Gedanken, Ansichten und Bemerkungen über Unbill und Noth und die Klagen unsrer Zeit. In national- und staatswirthschaftlicher Hinsicht. Von einem unparteiyischen Freunde der Wahrheit. Duncker & Humblot, Berlin 1826.
- Ueber die Cameralwissenschaft und das Cameralstudium auf Universitäten. Nebst einem Plan zu einem cameralistischen Cursus auf der Universität zu Breslau und dem Grundriß der dazugehörigen einzelnen Vorlesungen selbst. Verlag Kupfer, Breslau 1828.
- Die Gewerbsindustrie und Staatswirthschaft der Jahre ... : mit besondrer Berücksichtigung Deutschlands und namentlich des Preußischen Staats, historisch u. statistisch dargest., Max in Komm., Breslau 1836 (Digitalisat)
- Handbuch der Staatswirthschaftlichen Statistik und Verwaltungsbeamte der Preußischen Monarchie, Max & Comp., Breslau 1840. Digitalisat